# 古泉栄治
古泉 栄治（こいずみ えいじ、1915年3月26日 - 1995年8月12日）は、日本の経営者。亀田製菓創業者。新潟県出身。

## 経歴
1946年に水飴製造業を創業し、1957年には株式会社に改め、亀田製菓社長に就任。1983年6月には会長に就任。
1987年4月に勲四等瑞宝章を受章した。
1995年8月12日膵臓癌のために死去。80歳没。